# Trigonella tianschanica
Trigonella tianschanica är en ärtväxtart som beskrevs av I.T. Vassilczenko. Trigonella tianschanica ingår i släktet trigonellor, och familjen ärtväxter. Inga underarter finns listade i Catalogue of Life.